# Albatros G.III
Albatros G.III là một loại máy bay ném bom của Đức trong Chiến tranh thế giới I.

## Quốc gia sử dụng
German Empire
- Luftstreitkräfte

## Tính năng kỹ chiến thuật (G.III)
Đặc điểm tổng quát
- Kíp lái: 3
- Chiều dài: 11,9 m (39 ft 0 in)
- Sải cánh: 18,0 m (59 ft 0 in)
- Chiều cao: 4,2 m (13 ft 9 in)
- Diện tích cánh: 79,0 m2 (850 ft2)
- Trọng lượng rỗng: 2.064 kg (4.550 lb)
- Trọng lượng có tải: 3.150 kg (6.945 lb)
- Powerplant: 2 × Benz Bz.IVa, 164 kW (220 hp) mỗi chiêc

Hiệu suất bay
- Vận tốc cực đại: 150 km/h (94 mph)
- Tầm bay: 600 km (370 dặm)
- Trần bay: 5.000 m (16.400 ft)
- Vận tốc lên cao: 1,3 m/s (260 ft/phút)

Vũ khí trang bị
- 2 × súng máy Parabellum MG14 7,92 mm (.312 in)
- 325 kg (720 lb) bom